# Pescia
Pescia [ˈpeʃːa] ist eine italienische Gemeinde (comune) mit 19.276 Einwohnern (Stand 31. Dezember 2023) in der Provinz Pistoia, Toskana.

## Beschreibung
Die Gemeinde Pescia ist für ihren Blumenmarkt und für die Abenteuer von Pinocchio (Carlo Collodi) berühmt. Sie liegt zwischen Lucca und Florenz und hat eine Fläche von 79 km². Die Stadt liegt an den Ufern des Flusses Pescia.
In der Stadt gibt es zwei Wohnzentren, das erste für das öffentliche Leben am linken Ufer des Flusses und das zweite für das religiöse Leben am rechten Ufer des Flusses. Im ersten gibt es das Schloss und den Platz und im zweiten den Dom.
Zur Gemeinde Pescia gehören auch einige kleine Dörfer in den pesciatinischen Bergen. Jean-Charles-Léonard Simonde de Sismondi nannte die pesciatinischen Berge «Pesciatinische Schweiz», denn diese Berge ähnelten seinen schweizerischen Bergen. Alle diese Dörfer sind ähnlich: sie alle haben (oder hatten) eine Stadtmauer, eine kleine Kirche und einen Turm, welcher der Kirchturm wurde. Diese Dörfer heißen: Medicina, Fibbialla, Aramo, San Quirico, Castelvecchio, Stiappa, Pontito, Sorana, Vellano und Pietrabuona. Andere Dörfer in der Gemeinde sind Collodi, Veneri, Alberghi und Chiodo.
Die Gemeindeaktiva sind: Blumenanbau (Nelken) und Papierherstellung. Pescia ist in der ganzen Welt berühmt für seine Blumenherstellung und den Blumenabsatz (man nennt sie «die Blumenstadt»), die Stadt hat besonders gute Beziehungen mit Belgien. Die Tradition der Papierherstellung ist sehr alt und viele Papierfabriken produzieren noch heute Qualitätspapier und verkaufen es in ganz Italien. In Pietrabuona liegt das Museum des Papiers.
Pescia ist Sitz des Bistums Pescia. Hauptkirche ist die Kathedrale Maria Santissima Assunta e di San Giovanni Battista.

## Geschichte
Nach archäologischen Ausgrabungen denken Archäologen, dass die Langobarden hier die erste Siedlung bauten. Der Name Pescia stammt von einem langobardischen Wort für „Fluss“ ab. 
Lucca zerstörte Pescia im 13. Jahrhundert, die Pesciatiner bauten die Stadt aber schnell wieder auf. Während des Mittelalters stritten Florenz und Lucca um die Stadt, weil der unabhängige Staat zwischen den Republiken lag. Nachdem Pisa erfolglos versuchte, Pescia zu besetzen, eroberte Florenz es.
Stadtaktiva waren der Maulbeerbaumanbau und die Seidenraupenzucht. Man erzählt, dass die Seidenraupe von einem pesciatinischen Mönch aus dem Fernen Osten das erste Mal nach Europa gebracht wurde.
Am Ende des 17. Jahrhunderts benannte der Großherzog der Toskana Pescia „Stadt des Großherzogtums der Toskana“. Der Durchgang von Napoleon Bonaparte beschädigte die Stadtökonomie schwer, weil er die Seide mit der Zuckerrübe auswechselte.
Die Bombardierungen des Zweiten Weltkriegs beschädigten Pescia, die Stadt erholte sich aber schnell. Der Neue Blumenmarkt wurde aufgebaut und so begann der weltweite Blumenabsatz.

## Sehenswürdigkeiten
Die wichtigsten Gebäude der Stadt sind der Palazzo del Podestà (mit dem Gipsfigurenkabinett Gipsoteca Libero Andreotti), der Palazzo del Vicario (Sitz der Kommunalverwaltung), der Dom und die Bibliothek. Ein anderes wichtigstes Gebäude ist der Alte Blumenmarkt (1951) aufgrund seiner modernen Architektur. Im Ortsteil Pietrabuona befindet sich das Museum des Papiers (Museo della Carta). Eine besondere Sehenswürdigkeit ist die Villa Garzoni in Collodi mit ihrer barocken Gartenanlage, Kaskade, Grotten und zahlreiche Gartenplastiken. Ein Schmetterlings-Haus ist eine weitere Attraktion des Garten-Ensembles, das außer Schmetterlingen und Pflanzen auch Wasserschildkröten, Zebrafinken und Rosenköpfchen beherbergt. Der Parco di Pinocchio befindet sich ebenfalls in Collodi.

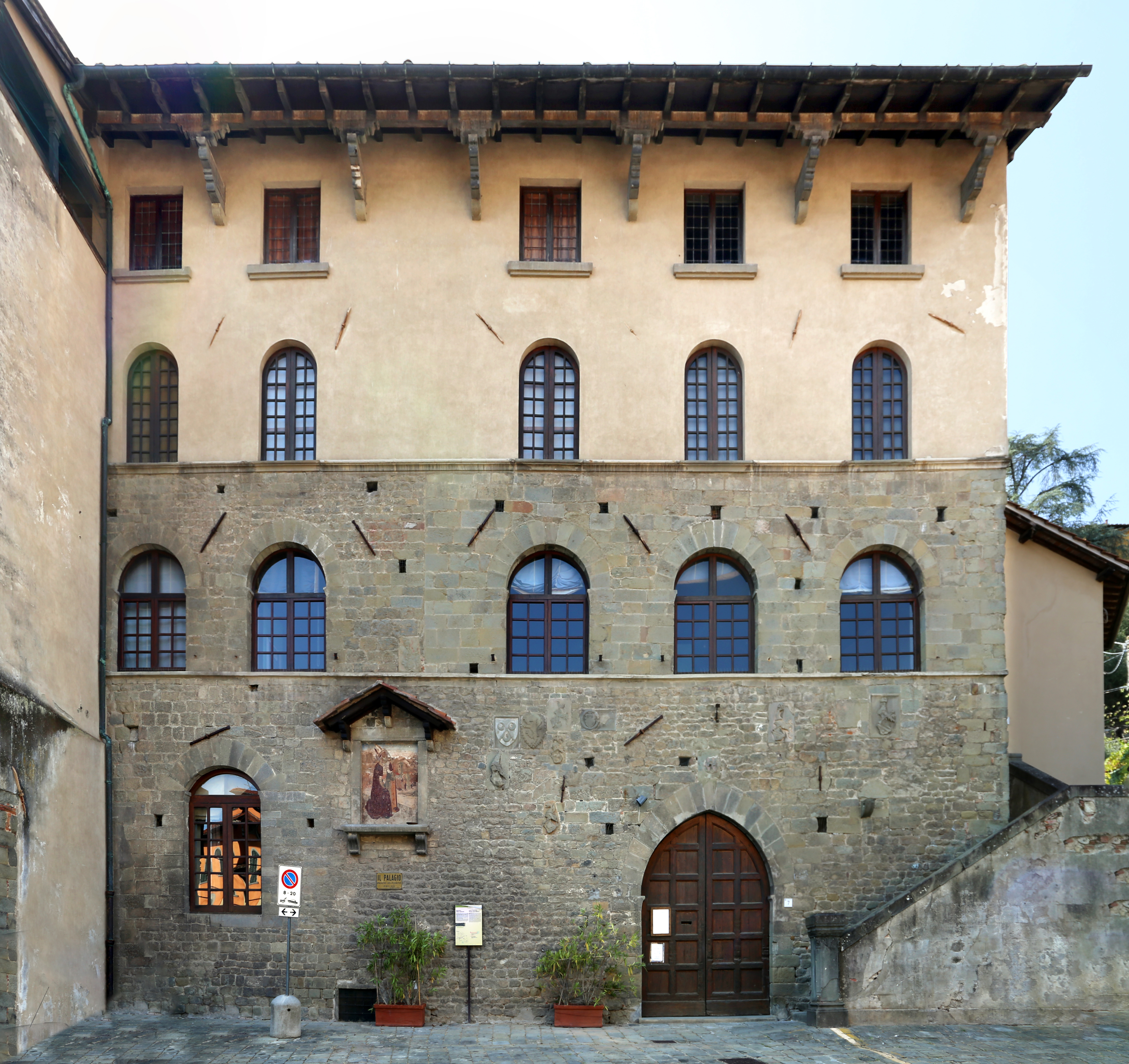
Palazzo del Podestà
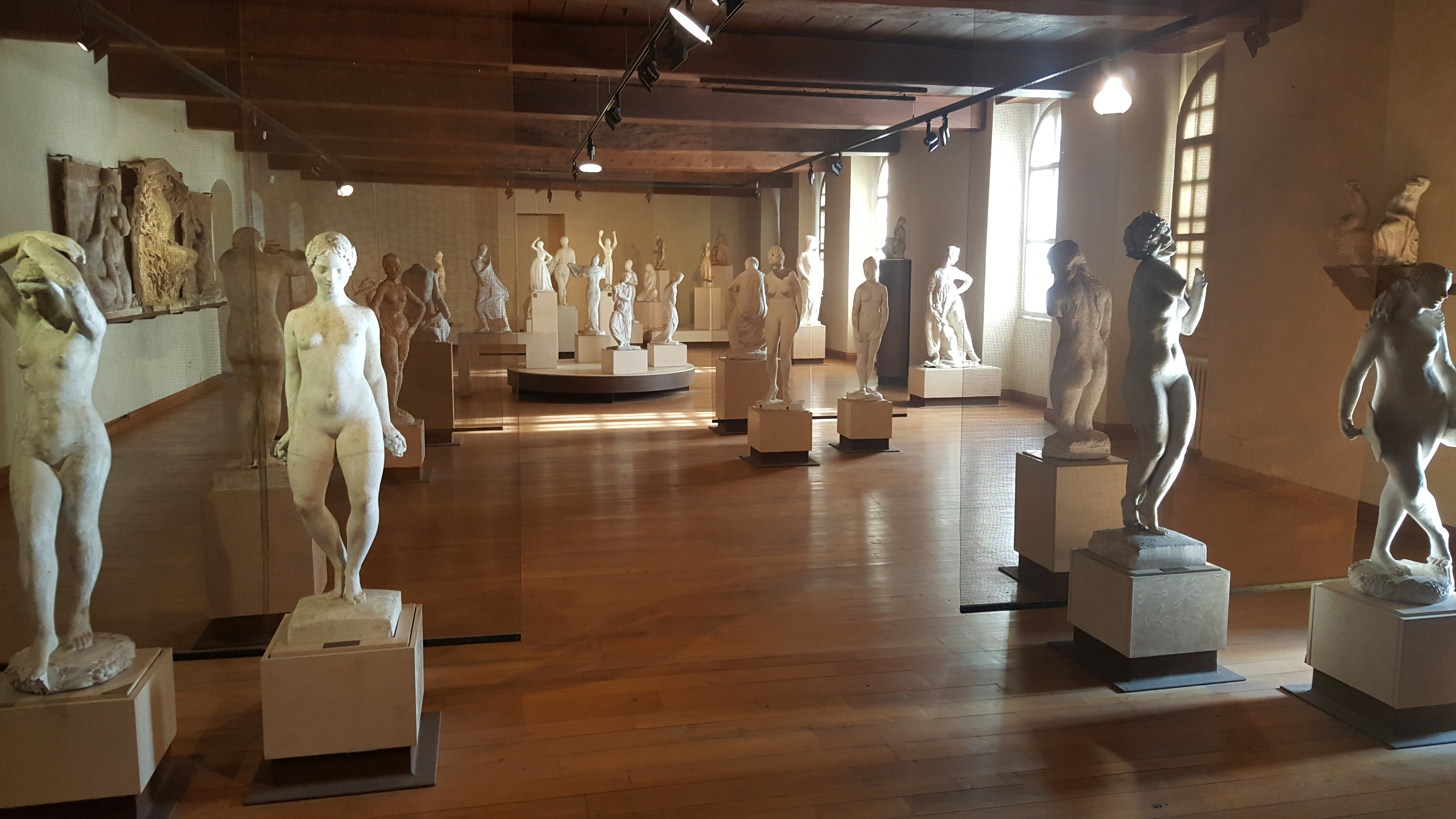
Gipsoteca Libero Andreotti
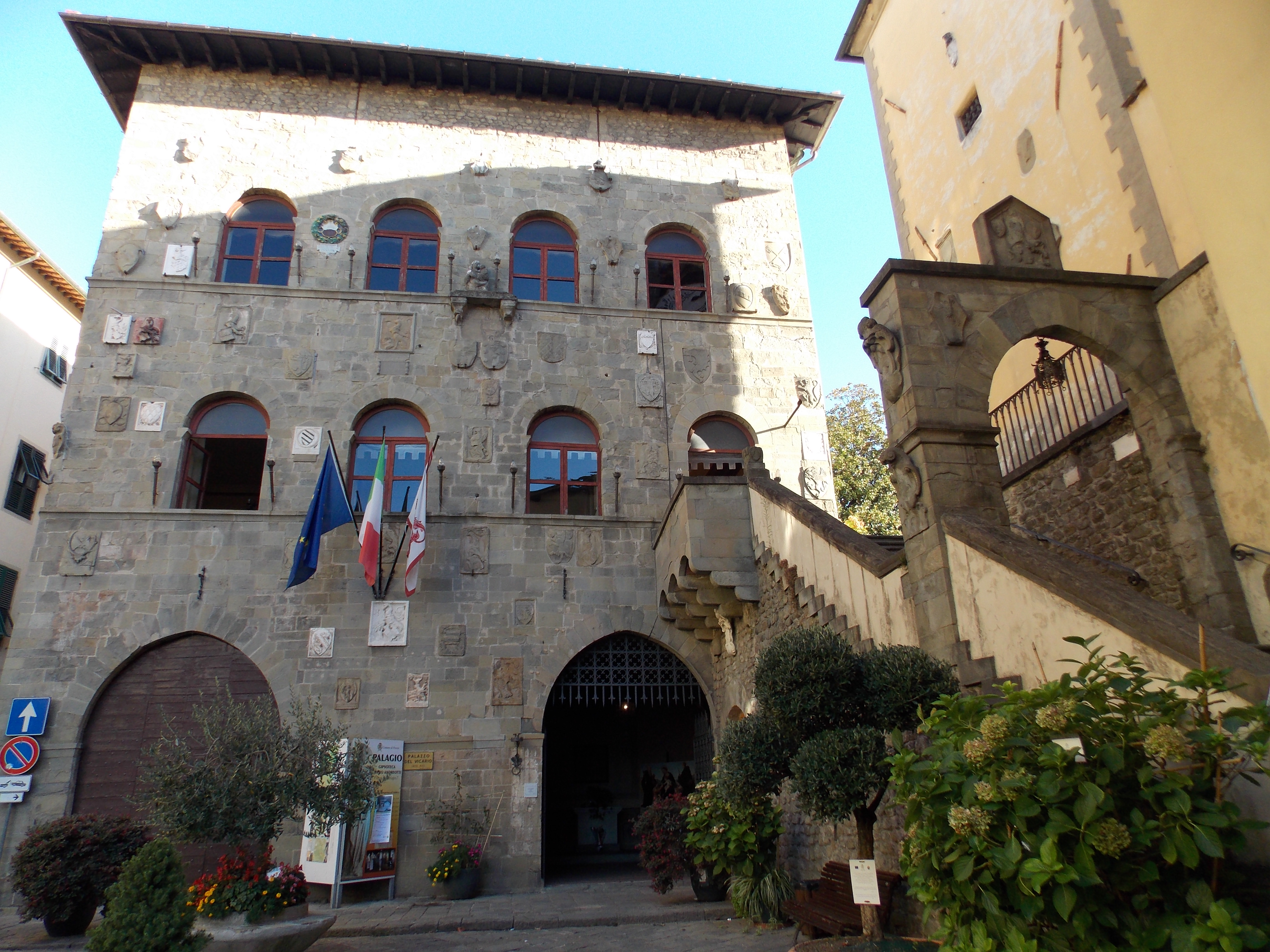
Palazzo del Vicario
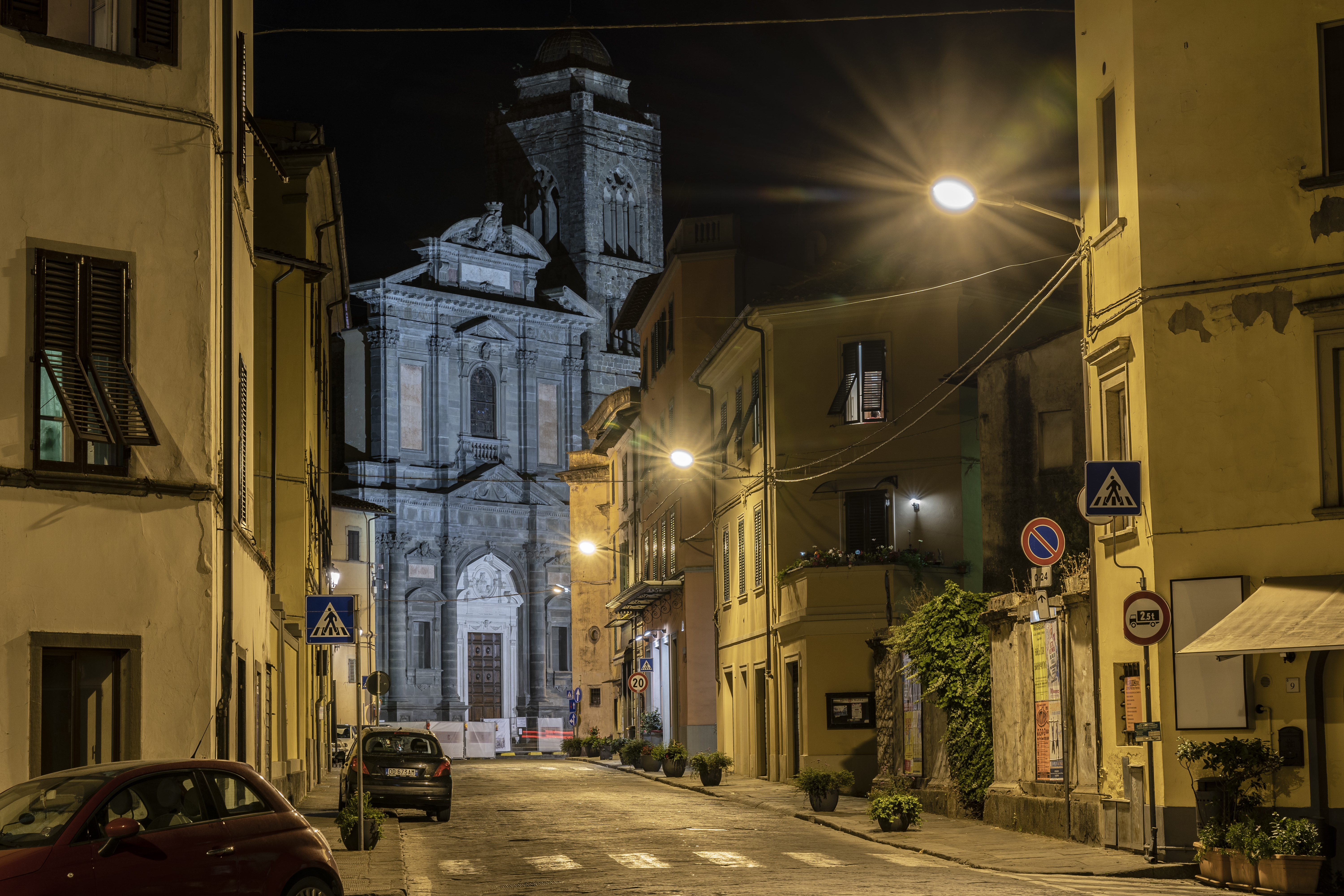
Nächtlicher Blick zum Dom
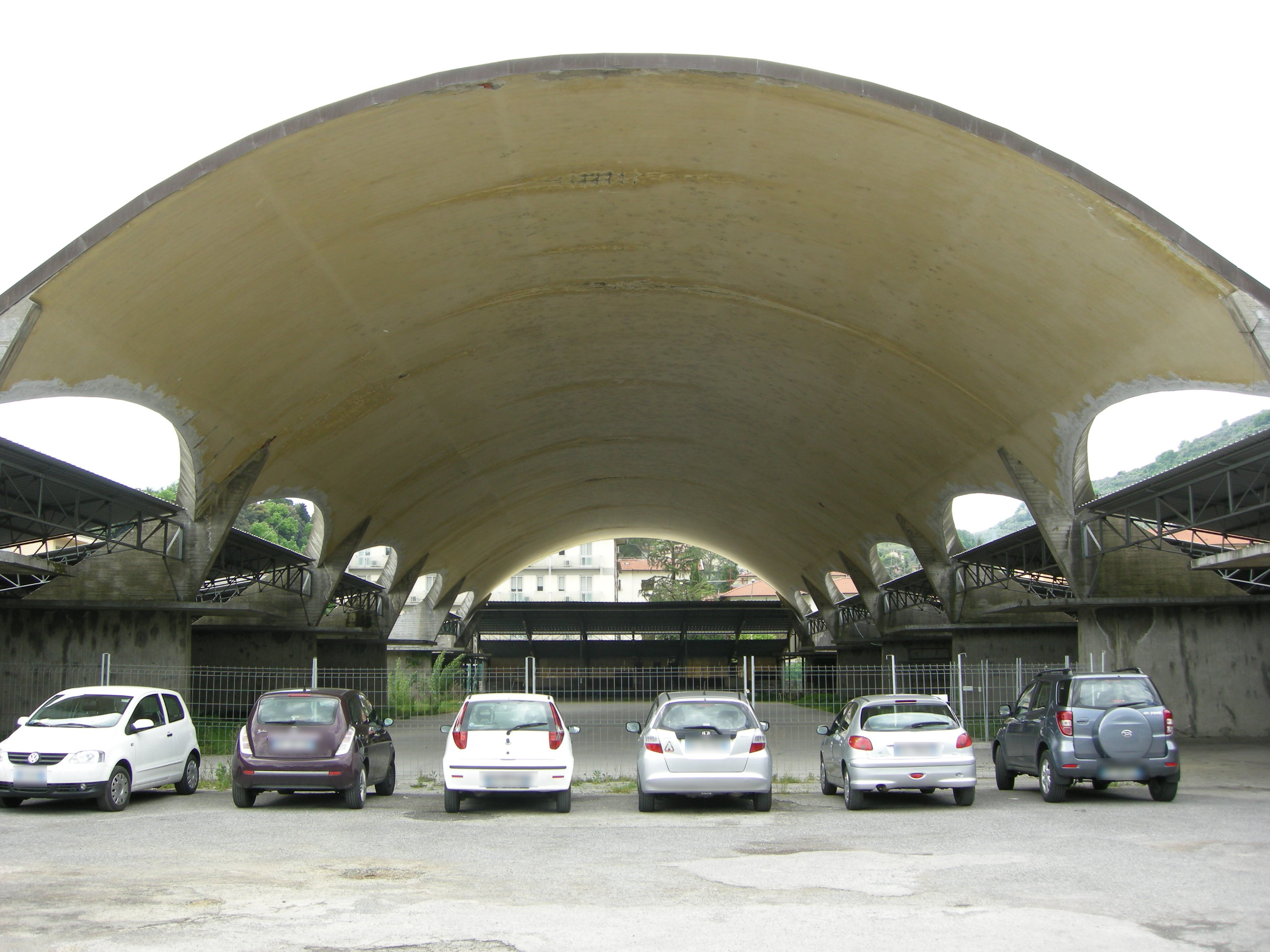
Alter Blumenmarkt
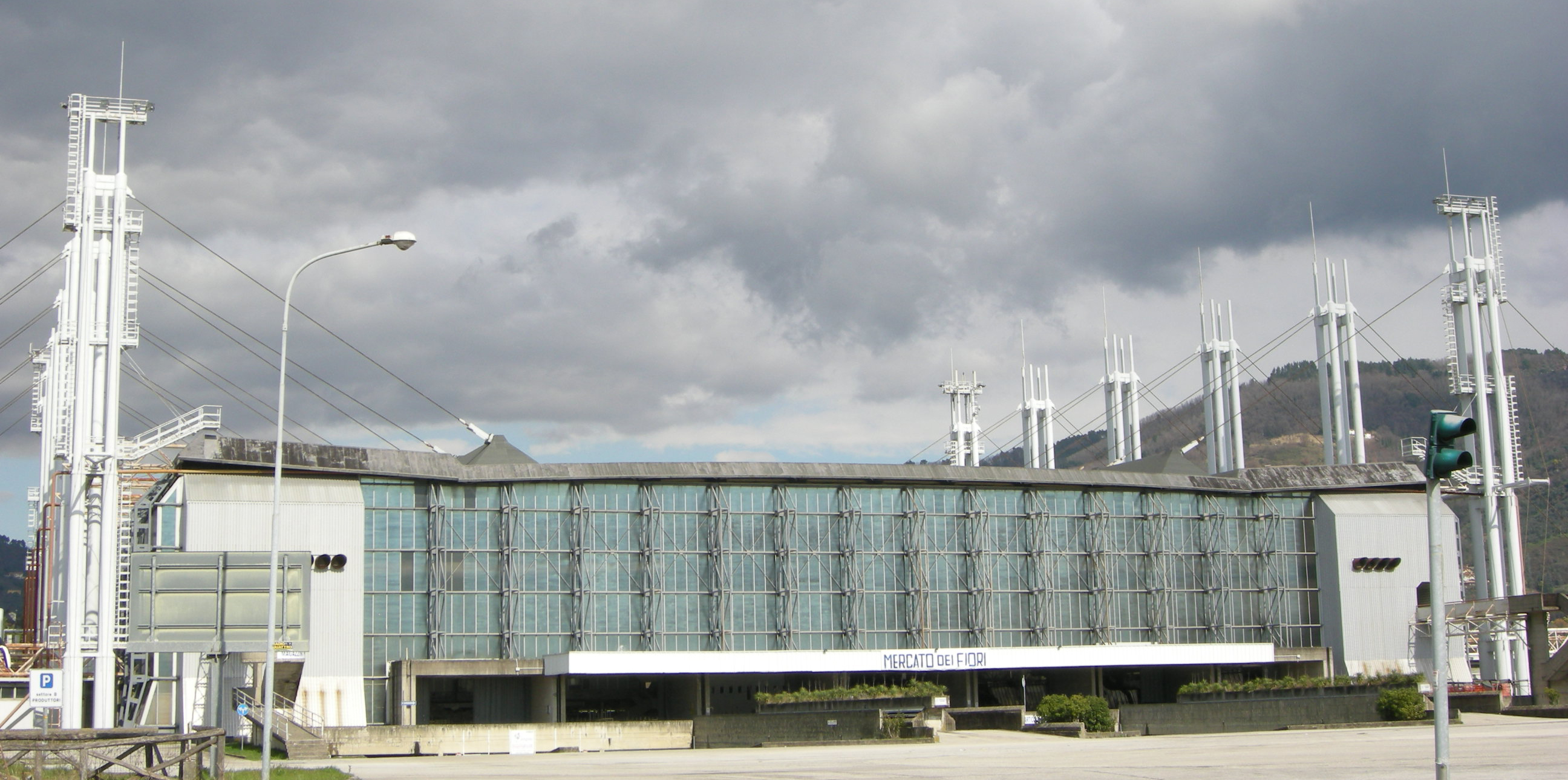
Neuer Blumenmarkt
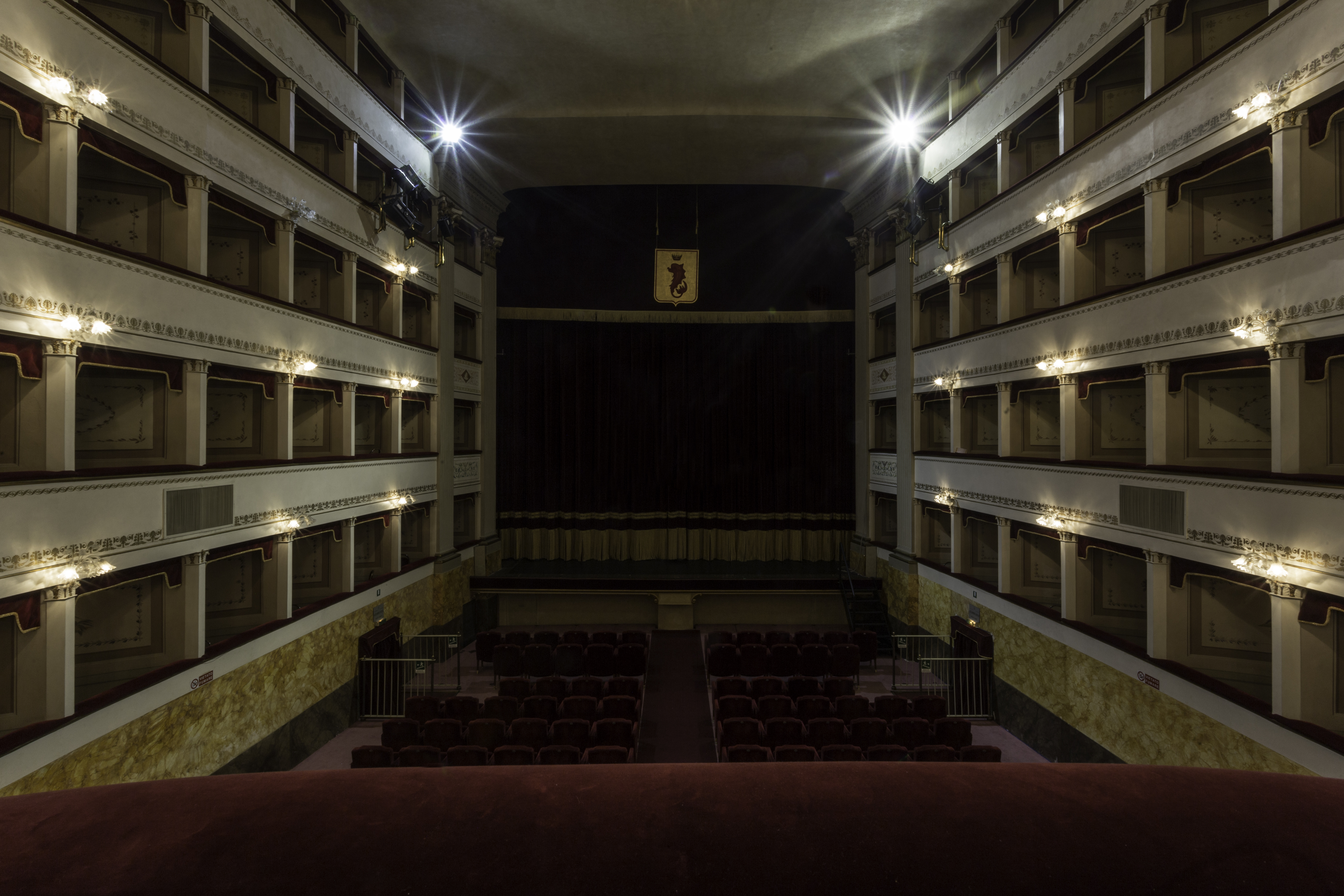
Im Theater „Teatro Pacini“
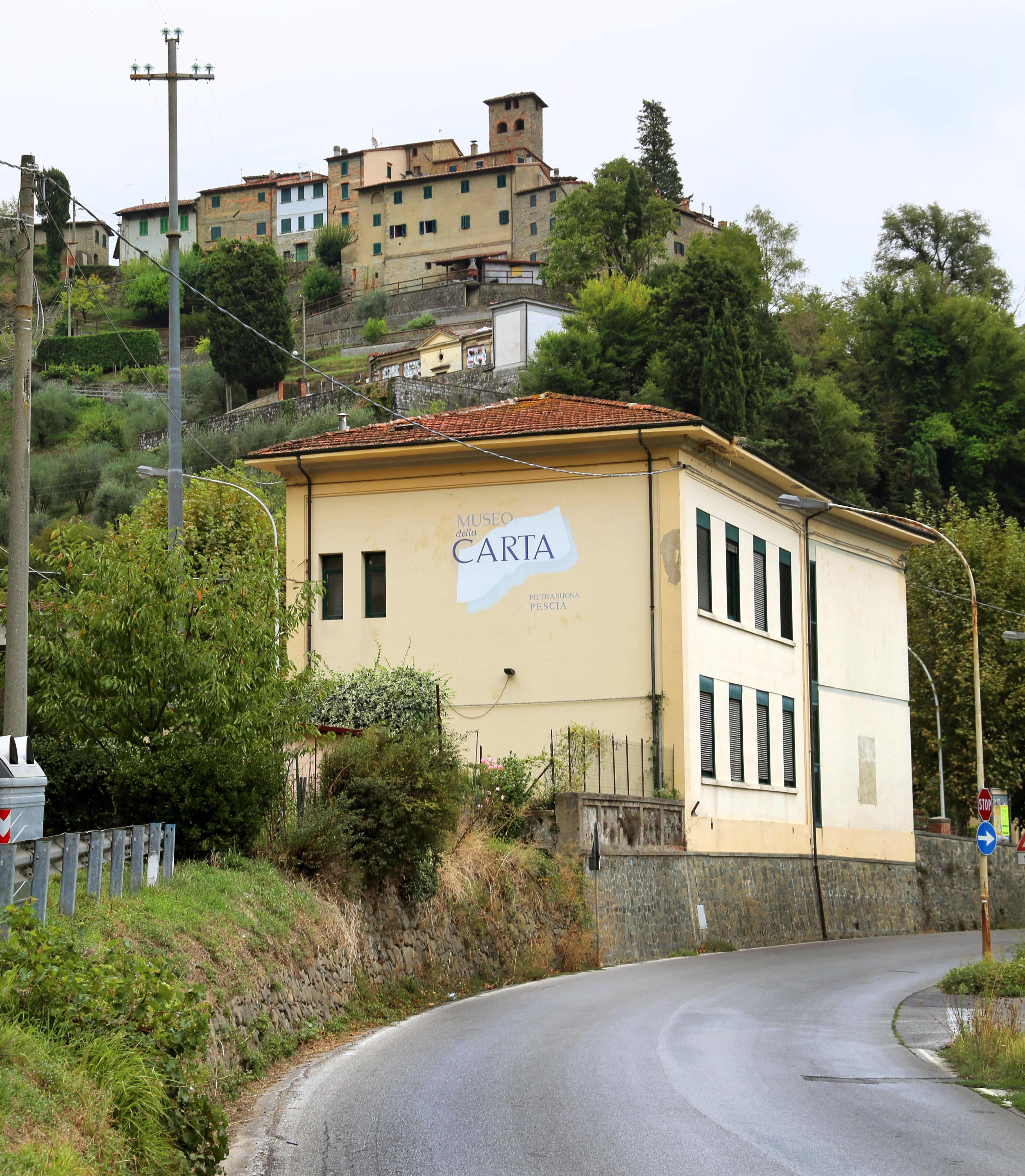
Museo della Carta in Pietrabuona
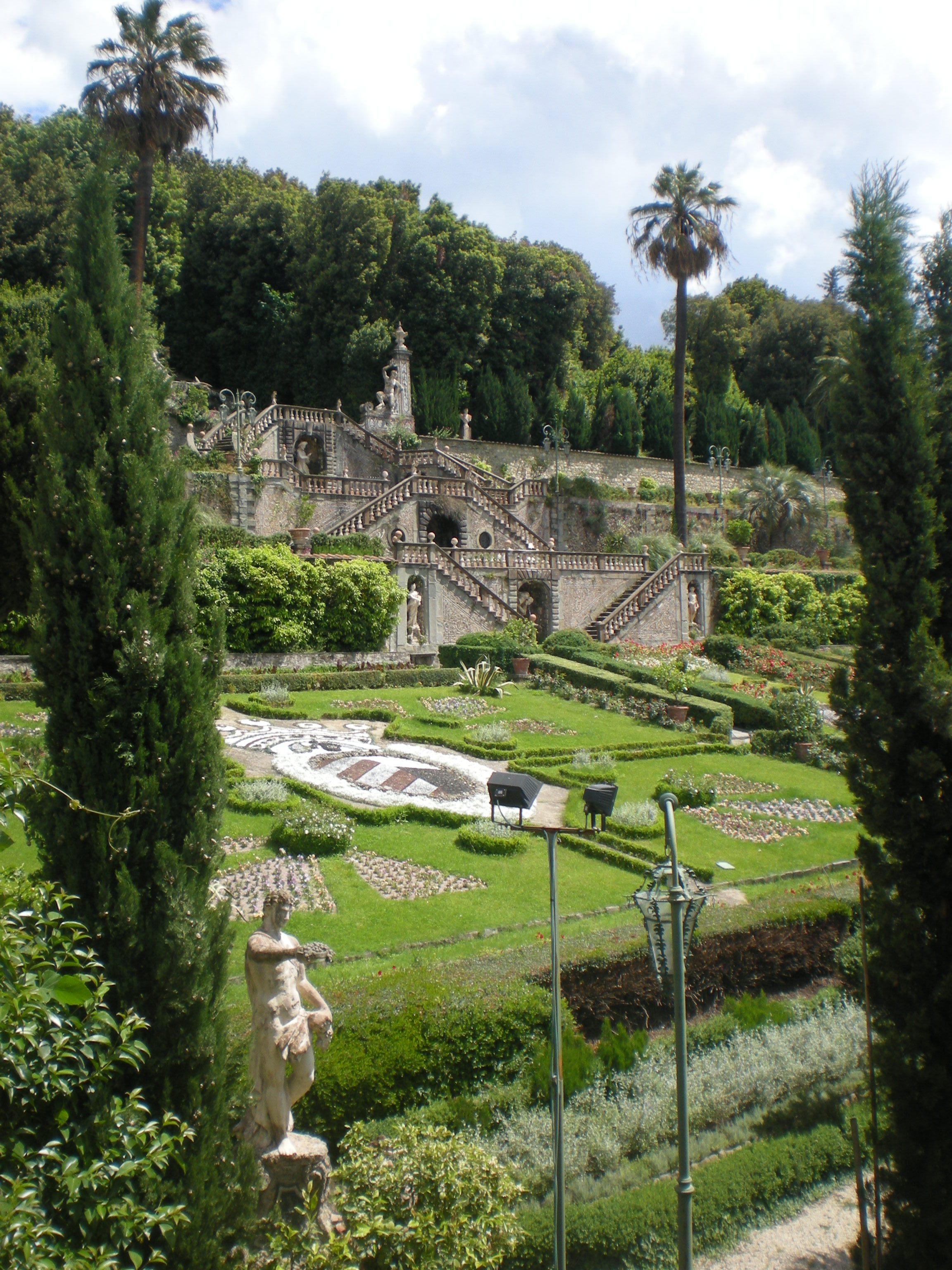
Garten der Villa Garzoni
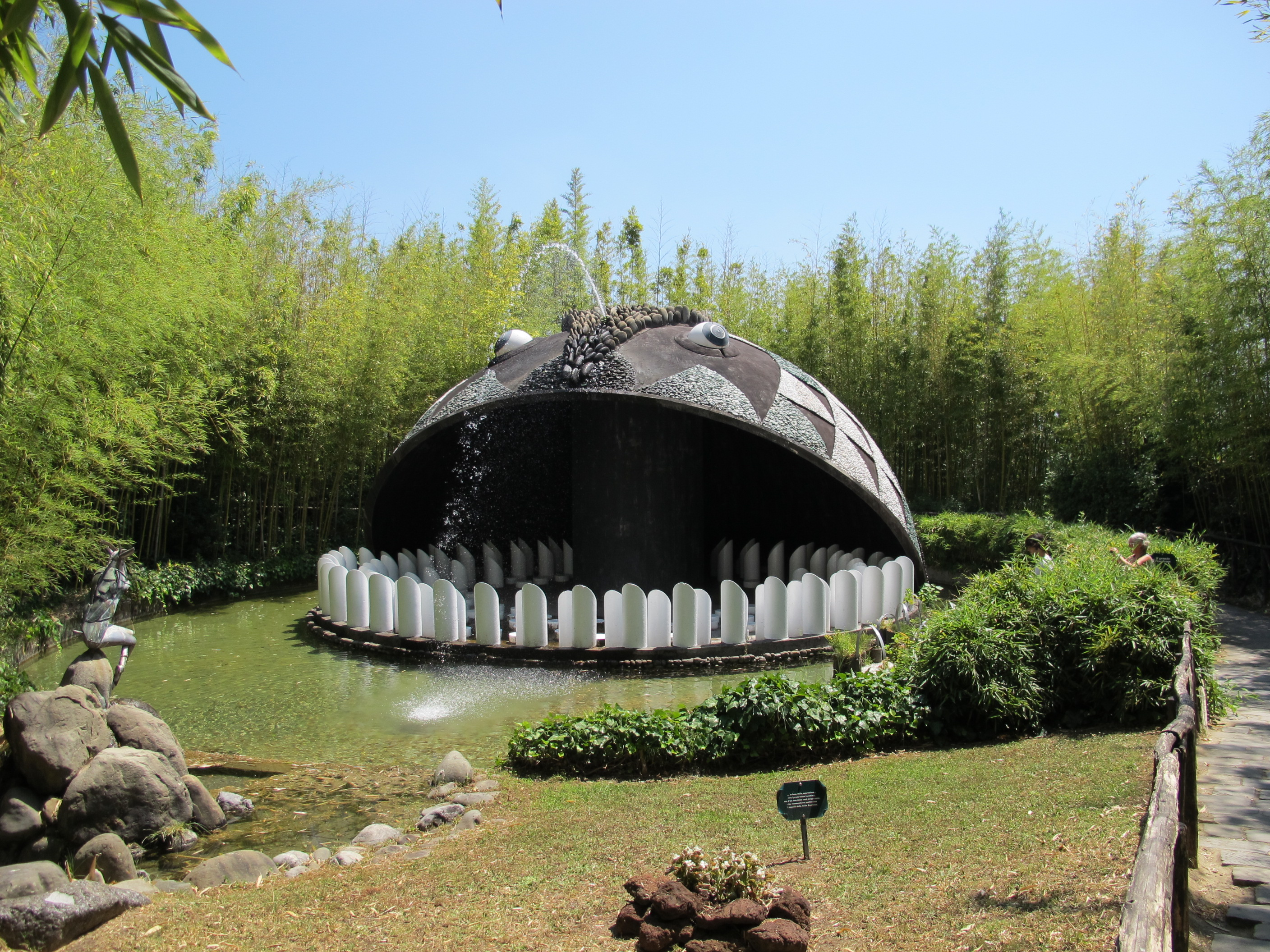
Wal im Pinocchio-Park

## Bildung
Pescia ist ein wichtiges Schulzentrum in seiner Zone. In der Stadt gibt es drei Berufsschulen: eine Buchhaltungsschule, eine Agrarschule und eine graphisch-touristische Berufsschule. Weiterhin gibt es vier Gymnasien: ein humanistisches, ein mathematisch-naturwissenschaftliches, ein psycho-pädagogisches und ein neusprachliches Gymnasium.

## Politik

### Bürgermeister
- Bürgermeister ist seit dem 27. Mai 2014 Oreste Giurlani (PD).[3] Er löste Roberta Marchi ab, die seit Juni 2009 Bürgermeisterin war.

### Städtepartnerschaften
Partnergemeinden Pescias sind
| - Nerja, Spanien, seit 1990 - Pavullo nel Frignano, Italien, seit 1992 - Oullins, Frankreich, seit 1996 | - Ginoza, Japan, seit 2001 - Medicina, Italien, seit 2002 - Saint-Légier-La Chiésaz, Schweiz, seit 2008 |

## Persönlichkeiten

### Ehrenbürger
- Giovanni De Vivo (1940–2015), Bischof von Pescia (1993–2015)

### Töchter und Söhne der Stadt
- Benedetta Carlini (1590–1661), geboren im Ortsteil Vellano, Nonne, Äbtissin und Mystikerin
- Placido Puccinelli (1609–1685), Mönch der Cassinensischen Kongregation, Historiker und Gelehrter
- Vincenzo Olivicciani, genannt „Vincenzino“ (1647–1726), Sänger (Sopran-Kastrat)
- Libero Andreotti (1875–1933), Bildhauer
- Gino Birindelli (1911–2008), NATO-Admiral und neofaschistischer Politiker
- Enzo Martinelli (1911–1999), Mathematiker
- Elias Nardi (* 1979), Jazzmusiker
- Giampaolo Pazzini (* 1984), Fußballspieler